# دیوشل
دیوشل، روستایی از توابع بخش مرکزی شهرستان لنگرود در استان گیلان ایران است. این روستا در مسیر اصلی بین لنگرود و لاهیجان و در دو کیلومتری شهر لنگرود و بزرگترین روستای استان گیلان از لحاظ مساحت به شمار میرود.
روستای دیوشل مرکز بزرگترین و قدیمی ترین دهستان استان گیلان از زمان پهلوی بوده است .
زادگاه مرجع شیعیان آشیخ شعبان گیلانی دیوشلی 
امام جماعت بارگاه امام علی علیه السلام در نجف بوده است و فرزندان وی آشیخ ابوالحسن فقیهی نورخ اسلامی و آیه الله عبدالحسین فقیهی از استادان حوزه قم و نجف عارف و مجتهد بوده اند.

## جمعیت
این روستا در دهستان دیوشل قرار دارد و براساس سرشماری مرکز آمار ایران در سال ۱۳۸۵، جمعیت آن ۲٬۲۶۸ نفر (۶۶۳خانوار) بوده‌است. عمده فعالیت مردم کشاورزی است. محصولات اصلی دیوشل چای، برنج و پیله ابریشم می‌باشد.

## منبع درآمد
منبع درآمد روستای دیوشل اغلب کشاورزی می‌باشد بعد از رکود کشاورزی در ایران روستاییان میل کمتری به کشاورزی نشان دادند و شغل‌های جایگزینی پیدا کردند. یکی دیگر از منبع درآمد روستاییان پخت نان تمیجان می‌باشد.

## مکان‌های زیارتی
مقبره آقا سید حسن یکی از مکان‌های زیارتی شیعیان بوده و هر ساله مردم از سراسر ایران برای زیارت به این مقبره مشرف می‌شوند. این مقبره از معدود مقبره‌هایی می‌باشد که دارای شناسنامه می‌باشد.

## جاذبه گردشگری
بهترین جاذبه گردشگری روستای دیوشل کوه عطاکوه می‌باشد. این کوه از آبشارهای منحصر به فردی تشکیل شده‌است. بخش اعظم این کوه را باغ‌های زیبای چای و درخت‌های میوه تشکیل داده‌اند. همچنین مقبره امام زادگانی (آقا سید خلیل) در این کوه وجود دارد.
یکی دیگر از جاذبه‌های دیوشل مرداب آن می‌باشد که منظره زیبایی با درختان بزرگ، جنگل اطراف آن و مجموعه ورزشی کنار مرداب منطقه تفریحی بی نظیری برای گردشگران به وجود آورده است.

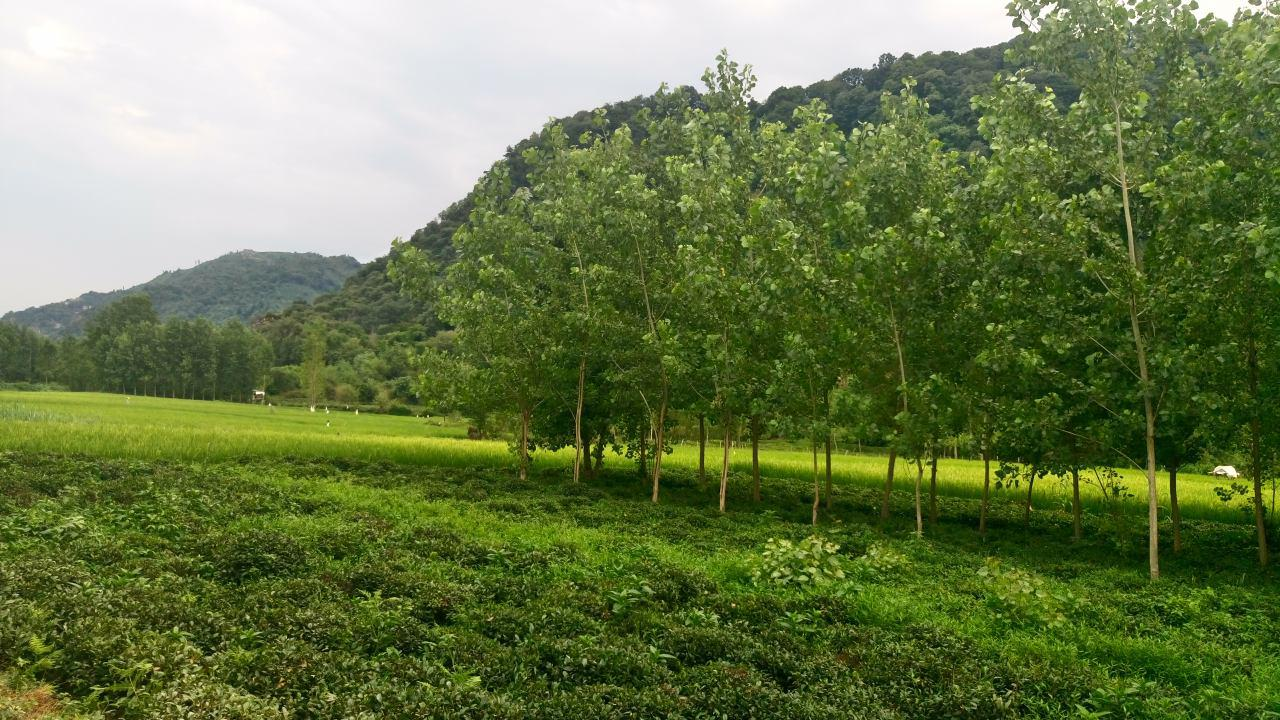
مرداب دیوشل و باغات چای در اطراف آن